# Jafar al-Askari
Ja'far Pasha al-Askari (13 de junho de 1887 — 29 de outubro de 1936) Nasceu em Bagdá, onde seu pai, Mustafa, era governador militar do Iraque e oficial-maior do Quarto Exército. Serviu duas vezes como primeiro-ministro do Iraque: de 22 de novembro de 1923 a 3 de agosto de 1924; e de 21 de novembro de 1926 a 31 de dezembro de 1927.
Al-Askari serviu no exército do Império Otomano durante a Primeira Guerra Mundial, até que foi capturado pelas forças britânicas que atacavam o Império a partir do Egito. Depois que foi libertado, convertido à causa do nacionalismo árabe, uniu forças com Amir Faisal e T. E. Lawrence (Lawerence da Arábia), com seu cunhado, Nuri as-Said, que também serviria como primeiro-ministro do Iraque. Al-Askari participou da conquista de Damasco em 1918 e apoiou a colocação de Faisal no trono sírio. Quando Faisal foi deposto pelos franceses em 1920, ele o defendeu concedendo um novo trono no Iraque.
Como recompensa por sua lealdade, Faisal concedeu a Al-Askari vários cargos ministeriais importantes, incluindo o de ministro da Defesa no primeiro governo iraquiano. Atuou como primeiro-ministro duas vezes, e também foi ministro das Relações Exteriores. Al-Askari foi ministro da Defesa no governo de Yasin al-Hashimi, quando foi derrubado pelo Chefe de Gabinete Bakr Sidqi em 1936, no primeiro golpe de Estado do Iraque. Al-Askari foi assassinado durante o golpe.